# Stipa macalpinei
Stipa macalpinei är en gräsart som beskrevs av Felix Maximilian Reader. Stipa macalpinei ingår i släktet fjädergrässläktet, och familjen gräs. Inga underarter finns listade i Catalogue of Life.